# Una Line Ree Hunderi
Una Line Ree Hunderi (* 25. srpna 1971) je norská fotografka, která měla v Norsku řadu výstav.

## Životopis
Hunderi se narodila ve Wellingtonu na Novém Zélandu, ale vyrostla v Ugla v Trondheimu. V roce 1998 vystudovala Trondheim katedralskole a obor fotografie na Bergenské umělecké akademii. V roce 2002 získala titul magistra umění v oboru film a televize na Amsterdamské univerzitě.
Hunderi má za sebou řadu výstav, skupinových i samostatných. Největší pozornost si získala výstavou „Sun City“ v Galleri Brandstrup v Oslu, kde vystavila snímky městských prostor. Fotografie z této výstavy byly mimo jiné promítány na hlavním nádraží v Oslu v souvislosti s NSB iniciativou Rom for kunst (Prostor pro umění) a na TV 2 jako umělecká viněta před a po reklamních přestávkách.